# Paul Lütge

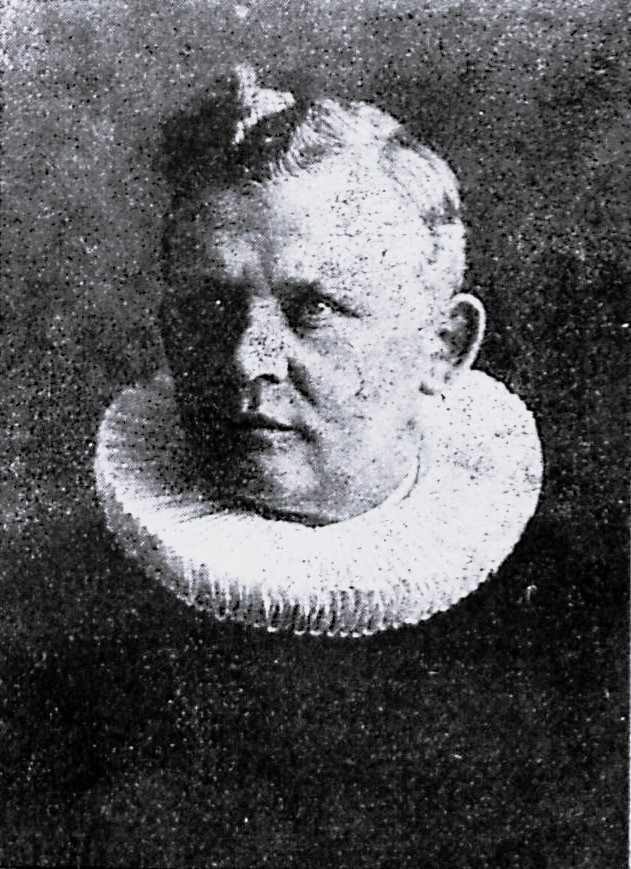
Hauptpastor Paul Lütge

Paul Lütge (* 25. Mai 1863 in Lübeck; † 16. Dezember 1921 ebenda) war ein deutscher evangelisch-lutherischer Geistlicher und Hauptpastor an St. Aegidien.

## Leben

### Herkunft
Er wurde als Sohn des damaligen Pastors an St. Jacobi Friedrich August Johann Lütge und dessen Ehefrau Helene, geborene Gädeke, geboren und wuchs zusammen mit drei Schwestern in einem sehr glücklichem Elternhause auf. Über des Vaters Lieblingsworte: „die Freude am Herrn ist meine Stärke“ (Nehemia 8,10 ) sollte er später dessen Grabrede halten.

### Laufbahn
Lütge wurde durch die Persönlichkeit und Amtsführung seines Vaters geprägt und seine Überzeugung, dass echte Religiosität niemals zu kopfhängerischem Grübeln führe, sondern etwas Freudiges sei.
Nachdem Lütge 1883 das Katharineum mit dem Reifezeugnis verlassen hatte, verbrachte er seine Studienjahre in Erlangen, Göttingen, Berlin und Tübingen. In seinem Studium trat er als Erstsemestler der Christlichen Studentenverbindung Uttenruthia, der sein Vater als Philister angehörte, bei und freundete sich mit seinem Bundesbruder Ernst Troeltsch an. Unter seinen akademischen Lehrern wirkten der neutestamentliche Forscher D. Carl Weizsäcker in Tübingen und der gebürtige Schleswig-Holsteiner Professor D. Julius Kaftan, mit dem ihn eine lebenslange herzliche Freundschaft verbinden sollte, in Berlin besonders auf ihn ein.
Wieder zurück in Lübeck wurde Lütge unter die Kandidaten der des Geistlichen Ministeriums aufgenommen. Im Herbst 1888 wurde er zunächst als Personalvikar seines alternden Vaters an der Jakobikirche eingestellt und am 28. September als solcher ordiniert. Im Sommer darauf erwählte die St. Aegidiengemeinde zu ihrem Pastor.
Bereits als junger Pastor übte Lütge mit seiner Predigtweise große Anziehungskraft auf seine Zuhörer aus. Die Anzahl der sich unter seiner Kanzel sammelnden Zuhörer wuchs beständig. Diese kamen auch aus anderen Gemeinden. Er fesselte diese durch eigentümliche und treffend gewählte Texte. Bekannteren Bibelworten gewann er immer neuen Seiten ab und machte sie, indem er sie in ein neues Licht rückte, für das religiöse Leben fruchtbar. Leidenschaftlich vertrat er die sittlichen Forderungen des Evangeliums. Er genoss unter seinen Amtsgenossen eine allgemeine Achtung oder es verband ihn eine persönliche Freundschaft mit ihnen. Auch jene, die das kirchliche Leben von einem anderen theologischen oder kirchlichen Standpunkt aus ansahen, schätzten den Ernst seiner religiösen Überzeugung, sowie die Lauterkeit seiner Gesinnung.
Wie Fritz von Uhde, den Lütge sehr schätzte, stellte er Jesus mt seinen Forderungen und Verheißungen mitten unter seine Zeitgenossen um sie zu erreichen. Der begabte Prediger war dafür bekannt, dass er alle seine Predigten und Amtsreden sorgfältig ausarbeitete und ausfeilte. Als Seelsorger hatte er die Gabe, sich in die Stimmung der Anderen zu versetzen und sich durch schlichte, tiefe und immer gehaltvolle Worte zu erheben, erbauen oder zu trösten. Hierbei nahmen eine Besuche in der Gemeinde einen bedeutenden Teil sowohl seiner Arbeitszeit als auch Arbeitskraft in Anspruch. Darüber hinaus war er Seelsorger der Schwesternschaft des Vaterländischen Frauenvereins vom Roten Kreuz tätig.
Auf weitere kirchliche Kreise wirkte Lütge mit seiner Tätigkeit in der Synode ein. Deren Schriftführer war er von 1905 bis 1914. Als Hauptpastor Holm 1914 in den Ruhestand ging, berief der Gemeindevorstand ihn zu dessen Nachfolger und war seitdem stellvertretender und ab 1916 Vorsitzender der Synode. Alle sich auf kirchlichen Gebiet vollziehenden Neuerungen begleitete und förderte er mit reger Anteilnahme.
In der Gemeinnützigen war Lütge mehrere Jahre Mitglied des Ausschusses der Lübeckischen Blätter. 
Im Lübeckischen Landeskriegerverband war Lütge über Jahre hinweg regelmäßig als Redner tätig. Bis zu seinem Tode war er, auch in der Zeit, wo es nicht opportun war, ein leidenschaftlich bekennender „Deutscher“. Sein Verhalten in jener Hinsicht nach dem „Heldentod“ seines Sohnes im Frühjahr 1918 ist in einem seiner Nachrufe löblich genannt worden.
An den Arbeiten der Verfassungs-Kommission, der die Vorbereitung einer neuen Kirchenverfassung übertragen worden war, hatte er noch, vielfach auf Neues und Gutes hinweisend, mitgearbeitet. Die Aussprache über die neue Verfassung in der Synode hat er jedoch nicht mehr zu leiten vermocht. Das Siechtum hatte ihn bereits ans Bett gefesselt.
Als Vorsitzender der Synode reiste er noch zum vorbereitenden Kirchentag nach Kassel und zum Lutherfest nach Worms.
Erste Anzeichen eines Herzleidens machten sich bei Lütge bereits 1911 bemerkbar und erzwangen eine mehrmonatige Ruhepause. Nach dem Tod seines Sohnes im Frühjahr 1918, dem Kriegsende und einem arbeitsreichen Winter brach er am Sonnabend vor Palmsonntag zusammen. Nachdem er ab Herbst 1919 wieder zurückgekehrt war, kehrte die Krankheit im Sommer 1920 zurück. Am 7. August 1920 hielt er seine letzte Predigt. Seine für den 14. August schon vorbereitete Predigt über den Text „er nahm ihn vom Volke besonders“ (Markus 7,33 ) ist im Januar 1922 als Lütges letzter Gruß publiziert worden.

### Familie
Kurz nachdem Lütge Pastor wurde, hatte er sich am 3. September 1889 in Erlangen mit Sophie, einer geborenen Plitt, verheiratet.

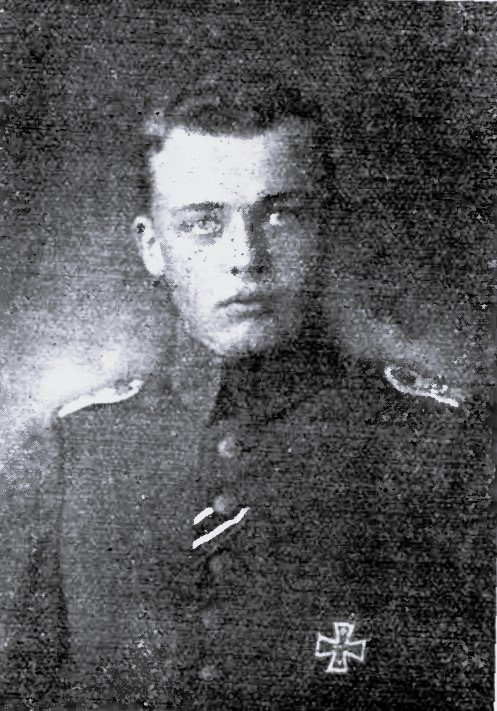

Sein 1894 geborener Sohn, Johannes, besuchte bis Ostern 1913 das Katharineum. um in Tübingen Theologie zu studieren und gleichzeitig seiner Militärpflicht zu genügen. Im Krieg zog er am 6. September 1914 in Richtung Polen ins Feld und erhielt bereits am 28. Oktober 1914 das Eiserne Kreuz. Vor Kutno wurde er schwerwiegend am Fuß verwundet. Im Frühjahr 1915 in den Vogesen, im Herbst 1916 in Rumänien. Für das Erstürmen einer dortigen Bergkuppe erhielt er das EK I. Nachdem er in Lothringen war, wurde er in Flandern bei Poelkappelle eingesetzt. In der Frühjahrsoffensive führte der Leutnant d. R. seine Maschinen-Gewehr-Kompanie (MGK) an, als er am 28. März 1918 (Gründonnerstag) schwer verwundet wurde, im Feldlazarett Gouy am Karfreitag den „Heldentod“ starb und auf dem Soldatenfriedhof Férin am Ostersonntag begraben.